# Apicia orsima
Apicia orsima là một loài bướm đêm trong họ Geometridae.